# Kathrin Kühnel
Kathrin Kühnel est une actrice allemande, née le 10 janvier 1977 à Hanovre.

## Filmographie
- 1999 : Der Landvermesser
- 1999 : Sheila – Dynamit im Einsatz
- 2000 : Erdbeeren
- 2000 : Notbremse (Abschlussfilm)
- 2001 : be.angeled
- 2001 : Der Ärgermacher
- 2001 : Die Novizin
- 2002 : Baal
- 2002 : Das schönste Geschenk meines Lebens
- 2003 : Der Ermittler – Nachtschwimmer
- 2003 : Küstenwache – Letzter Einsatz Albatross
- 2004 : Der Stich des Skorpion
- 2004 : Commissaire Brunetti – Sanft entschlafen (série télévisée)
- 2004 : Brigade du crime – Ein musikalisches Opfer
- 2004 : Tatort : Märchenwald
- 2004 : Wilsberg : Tödliche Freundschaft
- 2005 : Der Bulle von Tölz : Der Weihnachtsmann ist tot
- 2005 : Die unlösbaren Fälle des Herrn Sand
- 2005 : Herzentöter
- 2005 : Mein perfektes Leben
- 2005 : SOKO Köln – Eine Leiche zum Frühstück
- 2006 : Aschermittwoch (court-métrage)
- 2006 : Herztöter
- 2006 : Sunny
- 2007 : Sex and More, dans le rôle d'Isabell à partir de la deuxième saison
- 2007 : Der Dicke – Große Pläne
- 2008 : Im Tal der wilden Rosen – Die Macht der Liebe
- 2008 : Kommissarin Lucas – Wut im Bauch
- 2009 : Joanna Trollope: In Boston liebt man doppelt
- 2012 : Tatort : Tödliche Häppchen
- 2013 : Hansel et Gretel : Witch Hunters
- 2013 : SOKO Wismar – Abpfiff
- 2013 : In aller Freundschaft (série télévisée)
- depuis 2014 : Un cas pour deux
- 2016 : SOKO Köln – Der einzige Ausweg